# Vlag van Oudebildtzijl

Vlag van Oudebildtzijl

De vlag van Oudebildtzijl is de dorpsvlag van het Nederlandse dorp Oudebildtzijl, in de Friese gemeente Waadhoeke. De vlag werd in de huidige vorm in 2010 geregistreerd.

## Geschiedenis
De dorpsvlag was al bekend uit het wapenschild en vlaggenboek van Gerrit Hesman van in 1708. Om de vlag meer aansluiting te geven met de andere dorpsvlaggen, werd voorgesteld om in deze vlag een zogenaamde broekingdriehoek op te nemen (net als bij de andere dorpsvlaggen en die van de gemeente het Bildt). In die blauwe driehoek zouden dan de helmstok en de bijl als één geheel worden opgenomen. De toevoeging was tevens bedoeld als onderscheid met de kleuren van het oude dorpswapen van Heerenveen, dat namelijk bestaat uit drie dwarsbalken van dezelfde kleuren groen, zilver (wit) en rood. Het zou dus zomaar de dorpsvlag van dat dorp kunnen zijn.

Oude dorpswapen van Heerenveen

## Beschrijving
De beschrijving van de vlag is als volgt:
Drie even hoge banen van groen, wit en rood.

## Zie ook

Wapen van Oudebildtzijl